# Vitkindad nötväcka
Vitkindad nötväcka (Sitta leucopsis) är en asiatisk fågel i familjen nötväckor inom ordningen tättingar.

## Utseende och läte
Vitkindad nötväcka är en medelstor (13 cm) och relativt långnäbbad nötväcka med en distinkt kombination av svart hjässa, vitaktig huvudsida och avsaknad av svart ögonmask som många andra nötväckearter har. Undersidan är vitaktig med rostfärgade flanker och undre stjärttäckare. Den liknar den kinesiska endemen sichuannötväcka, som tidigare behandlades som underart till leucopsis, men denna har mycket kortare och tunnare näbb, mer beigefärgade kinder och strupe som övergår mot ett kanelfärgat bröst och rostfärgad buk. Lätet har liknats vid en killings bräkande.

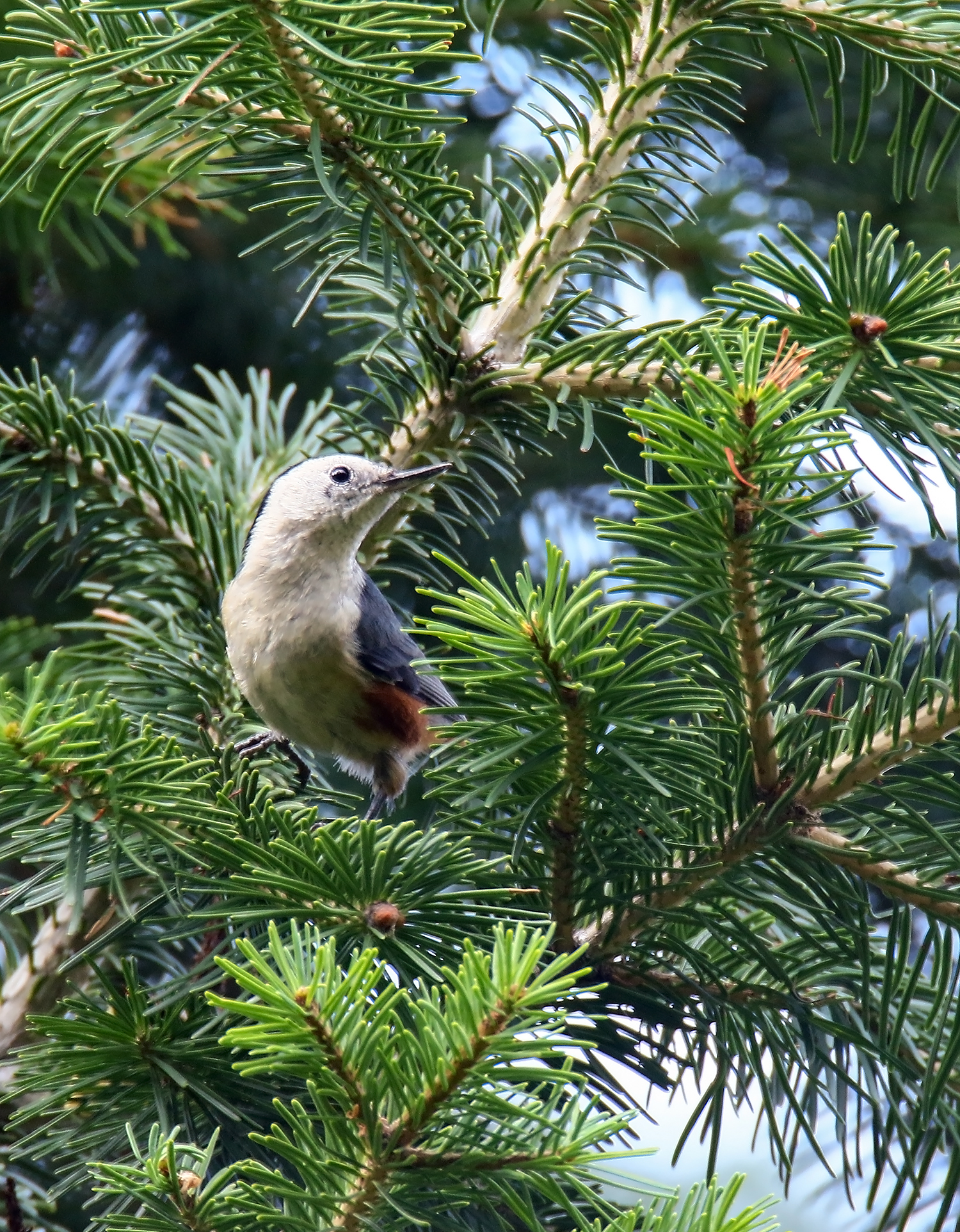

## Utbredning och systematik
Vitkindad nötväcka förekommer i Himalaya, från nordöstra Afghanistan till nordvästra Indien och nordvästra Nepal. Den behandlas som monotypisk, det vill säga att den inte delas in i några underarter. Tidigare inkluderades sichuannötväckan (Sitta przewalskii) i arten, men denna urskiljs numera som egen art på basis av avvikande utseende och läten. Genetiken för vitkindad nötväcka har ännu inte analyserats, men DNA-studier visar att dess förmodade nära släkting przjevalskinötväckan är systerart till resten av arterna i familjen.

Utbredningskarta för dels vitkindad nötväcka i Himalaya och dels sichuannötväcka i Kina.

## Levnadssätt
Vitkindad nötväcka påträffas i barrskog med gran och tall, ibland även i blandskog, på mellan 2100 och 3600 meters höjd. Födan är dåligt känd, men insekter och frön från barrträd ingår. Den ses i par under vår och sommar, övrig tid ofta i artblandade flockar. Fågeln häckar från slutet av april till mitten av juni och lägger endast en kull.

## Status och hot
Arten har ett stort utbredningsområde och en stor population, men tros minska i antal till följd av habitatförstörelse och fragmentering, dock inte tillräckligt kraftigt för att den ska betraktas som hotad. Internationella naturvårdsunionen IUCN kategoriserar därför arten som livskraftig (LC). Världspopulationen har inte uppskattats men den beskrivs som ganska vanlig till vanlig i Indien och Pakistan.